# جاناتان بلانکو
جاناتان بلانکو (انگلیسی: Jonathan Blanco؛ زادهٔ ۲۹ آوریل ۱۹۸۷) بازیکن فوتبال اهل آرژانتین است.
از باشگاه‌هایی که در آن بازی کرده‌است می‌توان به باشگاه فوتبال اتلتیکو تیگره اشاره کرد.